# Hugo Arthuso
Hugo Arthuso (22 de mayo de 1987) es un deportista brasileño que compitió en bádminton. Ganó una medalla de plata en los Juegos Panamericanos de 2015, en la prueba de dobles.

## Palmarés internacional
| Juegos Panamericanos | Juegos Panamericanos | Juegos Panamericanos | Juegos Panamericanos |
| Año                  | Lugar                | Medalla              | Prueba               |
| -------------------- | -------------------- | -------------------- | -------------------- |
| 2015                 | Toronto (Canadá)     | Medalla de plata     | Dobles               |